# Famille Thellier de Poncheville
La famille Thellier de Poncheville est une famille subsistante d'ancienne bourgeoisie française, originaire d’Artois.

Ayant obtenu un titre de comte héréditaire par bref pontifical de 1895, cette famille appartient également à la noblesse pontificale.

## Histoire
La famille Thellier de Poncheville est originaire de Saint-Pol-sur-Ternoise, dans le Pas-de-Calais. Elle forma dès 1670 deux branches, la branche ainée de Poncheville et la branche cadette de la Neuville, dont seule la première est aujourd'hui subsistante.[réf. nécessaire]
La branche de Poncheville s'établit par mariage à Valenciennes (Nord) en 1795.[réf. nécessaire]
La famille Thellier de Poncheville a été admise à l'association de la Réunion de la Noblesse Pontificale (RNP), en 1985.

## Filiation
- Grégoire Lamoral Thellier, greffier de la sénéchaussée de Saint-Pol-sur-Ternoise (Pas-de-Calais). Le 17 juillet 1670 à Saint-Pol-sur-Ternoise, il épouse Marie Jeanne Doby.
  - Albert Joseph Thellier (1676-1762), avocat. Le 12 juillet 1712 à Arras (Pas-de-Calais), il épouse Jeanne Louise Mabille, sœur de Dominique François Mabille, seigneur de Poncheville, aïeul d'André Mabille de Poncheville.
    - Bernard François Guillaume Thellier de Poncheville (1723-1793), procureur général du comté de Saint-Pol, premier échevin de Saint-Pol. Le 13 juin 1757, il épouse Marie Eléonore Josèphe Mahieu.
      - Jean Baptiste Théodore Bernard Thellier de Poncheville, né le 15 février 1764 à Saint-Pol-sur-Ternoise, avocat, procureur du roi, échevin de Saint-Pol. Le 30 septembre 1795 à Valenciennes (Nord), il épouse Marie Josèphe Sophie Fournier.
        - Louis Joseph Thellier de Poncheville (1808-1883), avocat. Il épouse Émilie Manfroy.
          - Charles Thellier de Poncheville (1842-1915), docteur en droit, avocat au barreau de Valenciennes, député du Nord, comte romain en 1895. Il épouse Mathilde Sophie Lefebvre.
            - Charles Thellier de Poncheville (1875-1956), prêtre catholique.

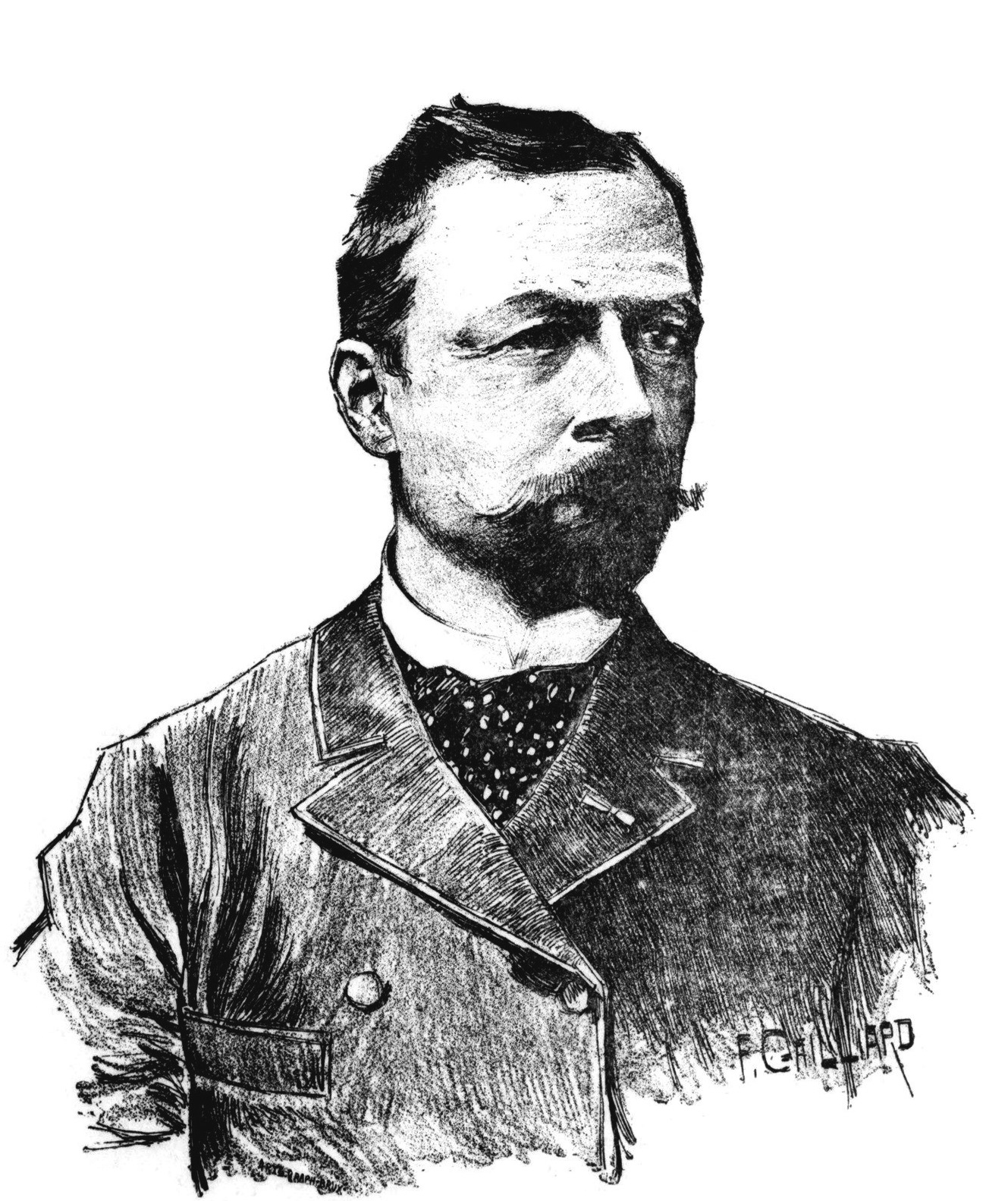
Charles Thellier de Poncheville (1842-1915)

## Armes
Les armes de la famille se blasonnent ainsi Ecartelé : aux I et IV, d'argent au lévrier de sable rampant, lié et enchaîné à un arbre terrassé de sinople posé en pal ; aux II et III, d'azur au lion armé d'argent, au chef d'hermines chargé de trois tourteaux de sable.

## Personnalités
Charles Thellier de Poncheville (1842-1915), avocat, député du Nord, fut titré comte romain en 1895, et tous les porteurs du nom actuels en sont les descendants.
Charles Thellier de Poncheville (1875-1956), prêtre catholique (1875-1956), auteur de trois ouvrages et plusieurs ouvrages ont été écrits sur cette personnalité,,.